# Joystick (personaggio)
Joystick è un personaggio dei fumetti pubblicati dalla Marvel Comics, creata da Tom DeFalco e Mark Bagley. Può essere definita come un'avventuriera in bilico tra bene e male.

## Biografia

### Il Grande Gioco
Joystick appare tra i partecipanti del cosiddetto Grande Gioco, una sorta di competizione tra superumani; dopo aver sconfitto il perfido El Toro Negro, le è assegnato un nuovo bersaglio, il Ragno Rosso. Nella sua identità civile, la ragazza raggiunge il Daily Bugle, in cerca del reporter Ken Ellis ma vi incontra il giovane praticante Phil Urich. In seguito, localizza il suo obiettivo ma è costretta ad interrompere la lotta a causa dell'arrivo di Goblin, dietro la cui maschera si cela proprio il giovane appena incontrato. La notte dopo, Goblin raggiunge l'hotel di Janice e scampa per poco ad un attentato esplosivo, sul posto trova degli indizi tendenti ad attirare il Ragno Rosso presso una centrale elettrica. Mentre Phil avvisa il Ragno della trappola, Joystick apprende che El Toro Negro è impazzito e senza controllo. Nonostante i consigli di Ben, Goblin raggiunge la centrale e inizia una sorta di corteggiamento/battaglia con Janice, complicata dall'intervento di El Toro Negro e del Ragno Rosso, al termine della lotta, Phil lascia fuggire Joystick che lo ricompensa con un bacio. Alcune settimane dopo, Joystick è inviata, assieme ad altri partecipanti, a combattere Kaine, durante la lotta i suoi bracciali sono distrutti da Ben, ora nelle vesti dell'Uomo Ragno, ma la ragazza riesce ugualmente a fuggire. Quando El Toro Negro inizia ad uccidere chiunque sia legato al Grande Gioco, le strade di Janice e del Ragno si incrociano di nuovo, i due sconfiggono il criminale e mettono alla luce una cospirazione che porta alla definitiva conclusione della competizione.

### Al fianco dei lupi travestiti da agnelli
Successivamente, Joystick entra tra le file dei Signori del Male, intenzionata a fare un po' di soldi, ma è sconfitta dai Thunderbolts. Riammessa al Grande Gioco, è inviata, assieme ad alcuni compagni, a combattere Namor, Mister Fantastic e i Thunderbolts che si trovavano nel palazzo dell'O.N.U.. Il reale obiettivo dei suoi sponsor è provocare una strage, attivando le cariche nascoste nei costumi dei giocatori, scoperto l'inganno, Joystick collabora con gli eroi per salvare la situazione e alla fine segue Songbird presso il quartier generale dei T-bolts. Alla base, Janice è invitata da Speed Demon a bere qualcosa, inizialmente rifiuta ma alla fine segue lui e Blizzard in un bar, qui i tre assistono in TV alla lotta tra MACH-IV e dei terroristi atlantidei, prima di accorrere in aiuto del compagno Joystick afferma di voler essere brilla. In seguito affianca la squadra nella battaglia contro l'Hydra, partecipa al Today Show e lotta contro la Brigata di Bratoc. Successivamente, combatte l'Uomo Porpora che teneva sotto controllo le scorte idriche di Manhattan. Dopo questa lunga avventura, lotta contro la Donna Ragno e lo Squadrone Sinistro, tra le cui file è invitata ad entrare. Infine affronta il proprio collega Photon, i cui poteri erano andati fuori controllo. Joystick inizia a lavorare per il Barone Zemo, per il quale partecipa alla caccia di Quicksand, degli U-Foes e di Iron Maiden, allo stesso tempo però, collabora alle sue spalle con il Gran Maestro. Subito dopo, partecipa a Civil War, schierandosi contro Capitan America ed i suoi ribelli. Alla fine, tradisce apertamente Zemo ma il Barone sconfigge il Grande Maestro e cattura Janice che è presa in custodia dai federali.

## Poteri e abilità
Joystick possiede forza, velocità e agilità superumane di origine sconosciuta. È dotata di due unità da polso che generano costrutti di energia solida in forma di bastoni, unendo i due bastoni questi emettono raffiche di energia devastanti.